# Thái Bình mại ca giả
Thái Bình mại ca giả (chữ Hán: 太平賣歌者, nghĩa là người hát rong ở Thái Bình) là bài thơ chữ Hán của Nguyễn Du trong tập Bắc hành tạp lục viết khi đi sứ Trung Quốc.

## Hoàn cảnh sáng tác
Năm 1813, Nguyễn Du được thăng chức Học sĩ điện Cần Chánh và được cử làm Chánh sứ đi tuế cống Trung Quốc. Trên đường đi, ông đã tận mắt chứng kiến cảnh quan lại quyền quý thì cơm canh, thịt cá thừa mứa ăn không hết, đem đổ xuống sông, trong khi người nghèo đói ca hát đến sùi bọt mép thì chỉ được mấy đồng kẽm, khiến cho nhà thơ đau lòng phải thốt lên:
Ngã sạ kiến chi, bi thả tân
Phàm nhân nguyện tử bất nguyện bần
Chỉ đạo Trung Hoa tẫn ôn bão
Trung Hoa diệc hữu như thử nhân?

(Chợt nhìn thấy cảnh này đau xót
Phàm người ta chết tốt hơn nghèo
Trung Hoa no ấm, nghe nhiều
Trung Hoa cũng có người nghèo thế ư?)

## Bài thơ
| 太平賣歌者 太平瞽師粗布衣 小兒牽挽行江湄 云是城外老乞子 賣歌乞錢供晨炊 鄰舟時有好音者 牽手引上船窗下 此時船中暗無燈 棄飯潑水殊狼藉 摸索引身向坐隅 再三舉手稱多謝 手挽弦索口作聲 且彈且歌無暫停 可音殊異不得辨 但覺嘹喨殊可聽 舟子寫字為余道 此曲世民與建成 觀者十數並無語 但見江風蕭蕭江月明 口噴白沫手酸縮 卻坐斂弦告終曲 殫盡心力幾一更 所得銅錢僅五六 小兒引待下船來 猶且回顧禱多福 我乍見之悲且辛 凡人愿死不愿貧 只道中華盡溫飽 中華亦有如此人 君不見使船朝來供頓例 一船一船盈肉米 行人飽食便棄餘 殘肴泠飯沉江底 | Thái Bình mại ca giả Thái Bình cổ sư thô bố y Tiểu nhi khiên vãn hành giang mi Vân thị thành ngoại lão khất tử Mại ca khất tiền cung thần xuy Lân chu thời hữu hiếu âm giả Khiên thủ dẫn thướng thuyền song hạ Thử thời thuyền trung ám vô đăng Khí phạn bát thủy thù lang tạ Mô sách dẫn thân hướng tọa ngung Tái tam cử thủ xưng đa tạ Thủ vãn huyền sách khẩu tác thanh Thả đàn thả ca vô tạm đình Thanh âm thù dị bất đắc biện Đãn giác liêu lượng thù khả thinh Chu tử tả tự vị dư đạo Thử khúc Thế Dân dữ Kiến Thành Quan giả thập số tịnh vô ngữ Đãn kiến giang phong tiêu tiêu giang nguyệt minh Khẩu phún bạch mạt, thủ toan súc Khước tọa, liễm huyền, cáo chung khúc Đàn tận tâm lực cơ nhất canh Sở đắc đồng tiền cận ngũ lục Tiểu nhi dẫn đắc há thuyền lai Do thả hồi cố đảo đa phúc Ngã sạ kiến chi, bi thả tân Phàm nhân nguyện tử bất nguyện bần Chỉ đạo Trung Hoa tẫn ôn bão Trung Hoa diệc hữu như thử nhân Quân bất kiến sứ thuyền triêu lai cung đốn lệ Nhất thuyền, nhất thuyền doanh nhục mễ Hành nhân bão thực tiện khí dư Tàn hào lãnh phạn trầm giang để. |  |